# This Woman Is Mine
This Woman Is Mine (alternativ Fury at Sea) ist ein US-amerikanisches Abenteuer-Filmdrama von Frank Lloyd aus dem Jahr 1941. Die Hauptrollen sind besetzt mit Franchot Tone, John Carroll und Walter Brennan sowie Carol Bruce, Nigel Bruce und Leo G. Carroll.
Die Handlung geht zurück auf Gilbert Wolf(f) Gabriels Geschichte I, Jack Lewis, veröffentlicht 1932 in New York.

## Handlung
Wir schreiben das Jahr 1810 als John Jacob Astor in New York eine zweijährige Expedition in die Wildnis Oregons plant und finanziert, um dort Pelze zu beschaffen. Er lässt die schottischen Pelzhändler Duncan MacDougall und Angus McKay wissen, dass er ihnen mit Robert Stevens eine Top-Mann schicke, auf den ersten Blick ein eher unscheinbarer Buchhaltertyp. Die weitere Besatzung der Expedition wird aus einer Gruppe von rauen, teils gestrauchelten französisch-kanadischen Trappern gebildet, die von Ovide de Montigny angeführt werden.
In einem öffentlichen Café hat Ovide kurz zuvor die etwas naive Sängerin Julie Morgan kennengelernt, die sich Hals über Kopf in ihn verliebt hat. Er erzählt ihr, dass er in Paris lebe und sie dort mit hinnehmen werde. Da Julie mit Ovide zusammen sein möchte, geht sie davon aus, das Schiff, auf das der Trapper sie unter einem Vorwand gelotst hat, unterwegs nach Paris sei. In ihrer Phantasie sieht sie sich bereits singend in den Pariser Cafés. Als sie entdeckt, dass es sich um einen Frachtsegler handelt, der einen ganz anderen Kurs eingeschlagen hat, ist sie mächtig wütend auf Ovide.
Captain Thorne, der die „Tonquin“ befehligt, und Julie als blinden Passagier ertappt hat, ist auch keinesfalls bereit, noch einmal umzukehren. Zudem ist er nicht bereit Robert Stevens zuzuhören und behauptet, dass er Julie an Bord geschmuggelt habe. Die Besatzung weist er an Carol, die nun notgedrungen die Reise mitmachen muss, wie einen Kabinenjungen zu behandeln. Ovide klärt das Missverständnis, dass er Julie an Bord gebracht hat, nicht auf, was zu einem Bruch zwischen ihm und Robert führt.
Im Lauf der Fahrt kommt es zu vielerlei Problemen, nicht nur dass Ovide und Robert zu Rivalen um Carol werden, auch der Umgang mit dem tyrannischen Kapitän ist nicht immer einfach. Und dann fällt Julie auch noch über Bord, wird aber von Ovide gerettet. Nachdem das Schiff Kurs auf die Falklandinseln genommen hat, weigert sich Thorn, Julie an Land gehen zu lassen, wird jedoch von Robert, MacDougall und McKay überredet, sie gehen zu lassen. Julie bittet Ovide daraufhin, sie zu heiraten, was er jedoch ablehnt. Erst jetzt erkennt Julie, welche Absichten der Trapper verfolgt und rennt davon. Da die Tonquin weitersegeln muss, beschließt Thorn, die Fahrt ohne Julie fortzusetzen, erregt damit jedoch den unverhohlenen Zorn Roberts, der sogar droht, Thorn zu töten. Inzwischen sind Ovide und Julie wieder an Bord, Robert jedoch wird wegen Meuterei festgenommen. Ovide gesteht dem Kapitän nun den wahren Sachverhalt und erklärt sich auch bereit, Julie zu heiraten.
Nachdem das Schiff am Pelzhandelsposten der Pacific Fur Company am Stützpunkt Fort Astoria am Ufer Columbia River in Oregon angelegt hat, lässt Thorn Robert frei, warnt ihn jedoch davor, wieder zur „Tonquin“ zurückzukehren, es sei denn, er möchte wegen Meuterei vor Gericht landen. Die Geschäfte bezüglich der Pelze kommen nur langsam voran, auch nach zwei Monaten befindet sich das Schiff noch an seinem Standort. Die Expedition ins Landesinnere gestaltet sich schwieriger als erhofft und zu allem Überfluss bricht sich Ovide bei einem Streit mit Robert auch noch das Bein. Als Kapitän Thorn längere Zeit ohne Nachricht bleibt, beschließt er, das Schiff zweihundert Meilen nach Norden zu lenken, um dort Geschäfte mit einem anderen Indianerstamm abzuwickeln. Als Robert davon erfährt, befürchtet er, dass Thorn von dem betrügerischen Indianer Lamazie in eine Falle gelockt worden ist. Als Robert und Ovide erfahren, dass Julie immer noch an Bord ist, setzen sie alles daran, Thorn zu warnen. Bei dem Versuch, einen Wasserfall zu überqueren, verletzt Robert sich. Trotz dieser Beeinträchtigung setzt er seine Suche zusammen mit Ovide fort. Ihr Kanu erreicht Lamazies Stamm gerade in dem Moment, als Lamazie kurz davor ist, mit seinen Stammesbrüdern zum Angriff überzugehen. Robert schleicht sich aufs Schiff, holt Julie und warnt Thorn. In diesem Moment greifen die Indianer an. Ovide und Thorn überleben den Angriff nicht. Als Thorn bemerkt, dass er einer Niederlage und dem Tod nicht mehr entkommen kann, sprengt er das Schiff in dem Moment, als Robert und Julie sicher an Land sind. Der bekannte indianischstämmige Opernsänger und Schauspieler Chief Yowlachie soll in der Rolle des Chief On-Eye Comcomly an dem Film mitgewirkt haben und den Darstellern die Sprache der Chinooks beigebracht haben. Der ursprünglich für die Rolle des John Jacob Astor benannte Schauspieler Roger Imhof, taucht im Film nicht auf, es ist möglich, dass er anfangs der Produktion durch Sig Ruman ersetzt wurde.

## Produktion

### Produktionsnotizen

Vermeintliches Aussehen des Fort Astoria um 1811

Der Film wurde von Frank Lloyd Productions für Universal Pictures produziert, Universal war auch für den Vertrieb zuständig. Gedreht wurde von Anfang Mai bis Anfang Juli 1941 in den Universal Studios und vor Ort auf Santa Catalina Island und in Lake Tahoe in Kalifornien.
Es wurde eine Holzfestung errichtet, die dem tatsächlichen Fort Astoria ähnlich war, das 1810 von der Astor-Expedition erbaut worden war. Das nachgebaute Fort wurde vom Indianerstamm der Washoe auf Land errichtet, das von Harry Comstock, dem Erben des Comstock-Lode-Vermögens, gepachtet worden war. Um dem Naturschutzgesetz Genüge zu tun, musste Universal sich verpflichten, fünfhundert neue Bäume zu pflanzen, um die für den Bau des Forts gefällten Bäume zu ersetzen.
Das Schiff Tonquin wurde durch die Metha Nelson dargestellt.
Die Explosion wurde an einem 25 Fuß (7,6 m) großen Modell durchgeführt und gefilmt.
Jack Otterson und John B. Goodman trugen die Verantwortung für die Szenenbilder, Russell A. Gausman für die Filmbauten. Bernard B. Brown und William Hedgcock trugen Mitverantwortung für den Ton, John P. Fulton für die visuellen Effekte. Vera West war für die Kostüme zuständig, Charles Previn trug zur Musikgestaltung bei.
Laut einer Nachricht in der Fachzeitschrift der Filmindustrie The Hollywood Reporter wurde Gilbert Gabriels Roman 1936 von Paramount gekauft. Das Studio plante eine Verfilmung mit Claudette Colbert in der Hauptrolle unter der Regie von Frank Lloyd. Im November 1940 erwarb Lloyd zusammen mit seinem Partner Jack Skirball das bisher unbearbeitete Stück von Paramount und plante, es für Universal zu verfilmen. Der Los Angeles Examiner berichtete, dass Lloyd den Schauspieler John Carroll von MGM ausgeliehen habe und erfolglos versucht habe die Schauspielerin Priscilla Lane von Warner Bros. für die Rolle der Julie zu erhalten. Für Carol Bruce war dies ihre erste Mitwirkung in einem Spielfilm, nachdem sie zuvor 1937 in dem Kurzfilm Koo Koo Korrespondance Skool eine Sängerin gegeben und in Produktionen wie Louisiana Purchase als Musical-Star am Broadway aufgetreten war.

### Filmmusik
- Crossing the Bar in the Morning, Musik: Richard Hageman, Text: Bernie Grossman, gesungen von Carol Bruce
- I’m Too Young To Marry, Musik, Text, Vortrag wie zuvor
- Song of the Voyageurs, geschrieben von Charles Previn und Richard Hageman

### Veröffentlichung
This Woman Is Mine wurde am 22. August 1941 in den Vereinigten Staaten uraufgeführt. Dort erschien der Film auch unter dem Titel Fury at Sea. In Schweden wurde der Film am 1. Dezember 1941 veröffentlicht, in Mexiko, Portugal und Uruguay im Jahr 1942 und in Finnland 1944. In Frankreich erschien der Film am 9. Januar 1952 in Nizza und am 2. Mai 1952 in Paris. Veröffentlicht wurde er zudem in Brasilien, Griechenland, Italien und Spanien.
Die Arbeitstitel des Films lauteten I, James Lewis und This Girl Is Mine. Der Film wurde 1949 von Realart unter dem Titel Fury at Sea erneut veröffentlicht.

## Rezeption

### Kritik
Theodore Strauss konnte dem Film in der New York Times nichts abgewinnen. Er schrieb, in den letzten Sekunden des Films erfolge eine donnernde Explosion, die das Schiff ‚Tonquin‘ zerstörte. Diese Explosion sei auch dazu geeignet, alle inzwischen eingeschlafenen Zuschauer zu wecken. Obwohl Frank Lloyd den Film inszeniert habe und so fähige Schauspieler wie Franchot Tone, Walter Brennan und John Carroll mitgewirkt hätten, sei ‚This Woman Is Mine‘ ein nur lauwarmer Abenteuerfilm. Anstatt eine lustige Geschichte von Männern zu erzählen, die gegen das Meer und die Wildnis bestehen müssten, werde die Geschichte der schönen blinden Passagierin zelebriert, die eine zweijährige Expedition mit annähernd 200 kräftigen Männern unternehme. Auch der Kapitän gerate bei ihr in Versuchung und die von Mr. Tone und Mr. Carroll verkörperten Rivalen verhielten sich besonders töricht. Man könne wohl kaum glauben, dass Astor jemals derart hitzköpfigen Männern eine solche Expedition anvertraut hätte. Infolgedessen sei die Reise mit der ‚Tonquin‘ ungefähr so aufregend wie eine Expedition in der Wanne. Das Meer und die Wildnis seien nur gemalte Kulissen, im Vordergrund stehe allein und immerzu Miss Bruce. Obwohl sie bezaubernd singen könne und auch ihr Aussehen eine erfrischende Abwechslung zum typischen Hollywood-Stil biete, trage sie ihren Text vor, als befinde sie sich in einer Schulabschlussübung. Die männlichen Darsteller kämpften erfolgreicher gegen das Drehbuch an. Überraschend sei allerdings, dass Mr. Lloyd, der so aufregende Abenteuerfilme wie Meuterei auf der Bounty ins Leben gerufen habe, diese Geschichte nie in den Griff bekomme. Entstanden sei eine gewöhnliche und triviale romantische Episode, in der die Charaktere zu lächerlich seien, um für sich selbst interessant zu sein.
Hal Erickson schrieb bei Allmovie, man würde es dem Titel nach nicht vermuten, dass der Film eine Seefahrergeschichte sei, die sich um den Pelzhandel im Norden drehe. Schiffskapitän Thorn (Walter Brennan) sei ein strenger Chef in der Tradition von Captain Bligh. Zwar entwickle sich das erwartete romantische Dreieck, das aber ins Hintertreffen gerate, als Thorns Schiff an den Ufern des Columbia River von feindlichen Indianern belagert werde. Eine buchstäblich explosive Schlusssequenz kompensiere zumindest die narrativen Albernheiten, die dem vorausgegangen seien.
Halliwell’s Film Guide sah in This Woman Is Mine „ein einigermaßen gut produziertes aber unaufregendes Zeitdrama“, für den Movie & Video Guide war dieser Film das „übliche Liebesdreieck“.

### Auszeichnung
Richard Hagemann war auf der Oscarverleihung 1942 in der Kategorie „Beste Filmmusik“ (Drama) für die Auszeichnung nominiert, musste jedoch Bernard Herrmann und dem Fantasydrama Der Teufel und Daniel Webster den Vortritt lassen.

### Johann Jakob Astor
Astor, englisch John Jacob Astor (1763–1848), war ein deutschamerikanischer Unternehmer, der sein Vermögen vor allem durch Pelzhandel und Immobilien erwirtschaftete. Er war seinerzeit der reichste Mann und der erste Multimillionär Amerikas. Er hinterließ circa 20 Millionen Dollar, zwei Hotels, ein Theater, zahlreiche Immobilien und eine große Anzahl von Aktien. Nachdem er 1785 die Amerikanerin Sarah Todd, deren Vorfahren aus Schottland stammten, geheiratet hatte, kam er auch durch die in die Ehe eingebrachten 300 Dollar Todds so weit zu Geld, dass er sein Pelzgeschäft auf eine breitere Basis stellen konnte. 1808 gründete er mit der Unterstützung des dritten amerikanischen Präsidenten Thomas Jefferson die amerikanische Pelzgesellschaft American Fur Company. Die von Astor bezahlte Expedition erreichte 1811 als erste mit seinem Schiff „Tonquin“ den Columbia River und gründete die Siedlung Astoria.